# گیتا
گیتا از خوانندگان ایرانی و همسر جمشید نجفی است. او توسط محمد کریم ارباب به خوانندگی کشیده شد. وی در مراسم‌های مولودی و جشن بانوان خوانندگی می‌کند.
او با آهنگ «الو خواهش می‌کنم» معروف شد و آهنگ‌های «اگه عشق همینه»، «داش آکل»، «بنفشه»، «کلبه» از آهنگ‌های معروف او هستند. وی همچنین بازیگری در سینما را با فیلم «قول مرد» در سال ۱۳۵۶ تجربه کرد.

## آهنگ‌ها
- ۰۱ اگه عشق همینه

- ۰۲ الو خواهش می‌کنم (شعر و آهنگ از صمد نوریان)‌
- ۰۳ با پای خسته
- ۰۴ بد بیاری
- ۰۵ بنفشه
- ۰۶ انگار نه انگار
- ۰۷ عشق دروغه
- ۰۸ ای ساروان ای کاروان
- ۰۹ خاطر خواه
- ۰۱۰ خجالت
- ۰۱۱ کلبه
- ۰۱۲ مهر و وفا
- ۰۱۳ نرو نرو
- ۰۱۴ پچ‌پچ
- ۰۱۵ شیطون
- ۰۱۶ داش‌آکل
- ۰۱۷ محبت
- ۰۱۸ دختر گل فروش (دو صدایی با جمشید نجفی)
- ۰۱۹ الو جانیم لیلا (دو صدایی با پیمان)
- ۰۲۰ گل بیزه پروانه (دو صدایی با پیمان)
- ۰۲۱ رحم ائله (دو صدایی با پیمان)

## آلبوم‌ها
- خواهش می‌کنم
- بهترین‌های شماره ۱

| نام ترانه                    | ترانه‌سرا   | آهنگساز    | تنظیم |
| ---------------------------- | ---------- | ---------- | ----- |
| آخه مو گناهم چیه             |            |            |       |
| بت‌پرستی                      |            |            |       |
| من عاشقم، عشقه من عشقه پاکیه | جمشید نجفی | جمشید نجفی |       |
| آره والا                     |            |            |       |
| نامه‌ای به دست من رسیده       |            |            |       |
| دل با تعصب داره می میره      |            |            |       |
| روزم سیاه بختم سیاه          |            |            |       |
| دلگیرم از تو                 |            |            |       |
| چلچله                        |            |            |       |
| فصل پاییزه                   |            |            |       |
| خیال آشتی                    |            |            |       |

- دختر گل فروش

| نام ترانه             | ترانه‌سرا      | آهنگساز       | تنظیم |
| --------------------- | ------------- | ------------- | ----- |
| اگه عشق همینه         | فیروز برنجیان | فیروز برنجیان |       |
| چی میخوای             |               |               |       |
| دختر گل فروش          | جمشید نجفی    | جمشید نجفی    |       |
| دوست دارم             |               |               |       |
| ای عشق                |               |               |       |
| حسودا                 | جمشید نجفی    | جمشید نجفی    |       |
| جدایی                 |               |               |       |
| کنار هم بمونیم        |               |               |       |
| میخوای برو میخوای نرو |               |               |       |
| صدام نکردی            |               |               |       |

- انگار نه انگار

| نام ترانه               | ترانه‌سرا    | آهنگساز     | تنظیم |
| ----------------------- | ----------- | ----------- | ----- |
| آسمون عشق ابری شده      |             |             |       |
| آشنایی                  | جمشید نجفی  | جمشید نجفی  |       |
| بی بهونه                |             |             |       |
| چه سخته                 |             |             |       |
| در خانه ما رنگ اگر نیست |             |             |       |
| انگار نه انگار          | بابک رادمنش | بابک رادمنش |       |
| هوس                     |             |             |       |
| خداحافظ                 |             |             |       |
| من بد آوردم             |             |             |       |
| میخوای بری              |             |             |       |
| محبت                    |             |             |       |
| تو مثل فرشته پاکی       | جمشید نجفی  | جمشید نجفی  |       |